# 分析与批评
《分析与批评》(Analyse & Kritik: Journal of Philosophy and Social Theory) 是一份创建于1979年的德国哲学与社会理论的混合开放获取期刊，由杜塞尔多夫大学社会科学研究所主办、德古意特出版社出版。该期刊以英语发表文章，旨在促进英美分析哲学和欧陆哲学在社会科学和伦理学方面的对话。主编为米歇尔·鲍曼教授。它被ProQuest、CNKI、Scopus等数据库收录检索。
1. ↑  . De Gruyter.   [2022-12-19]. （原始内容存档于2022-12-19） （英语）.
2. ↑  . www.analyse-und-kritik.net.   [2022-12-25]. （原始内容存档于2022-12-25）.